# Wital Bulyha
Wital Mikalajewitsch Bulyha (belarussisch Віталь Мікалаевіч Булыга, russisch Виталий Николаевич Булыга Witali Nikolajewitsch Bulyga; * 12. Januar 1980 in Minsk) ist ein ehemaliger belarussischer Fußballspieler.

## Karriere
In seiner rund 20 Jahre andauernden Karriere spielte er für insgesamt 17 verschiedene Vereine in Belarus und der Russischen Föderation, u. a. die international bekannten Vereine BATE Baryssau und Dinamo Minsk. 

## Besonderheit
Im deutschsprachigen Raum erlangte er als Nationalspieler für Belarus eine gewisse Bekanntheit, da ihm im Freundschaftsspiel gegen Deutschland am 27. Mai 2008 zwei Tore gelangen.

## Privates
2008 erlangte er die russische Staatsbürgerschaft. 